# Мартынов, Дмитрий Никифорович
Дми́трий Ники́форович Марты́нов (1826—1889) — русский художник, академик Императорской Академии художеств.

## Биография

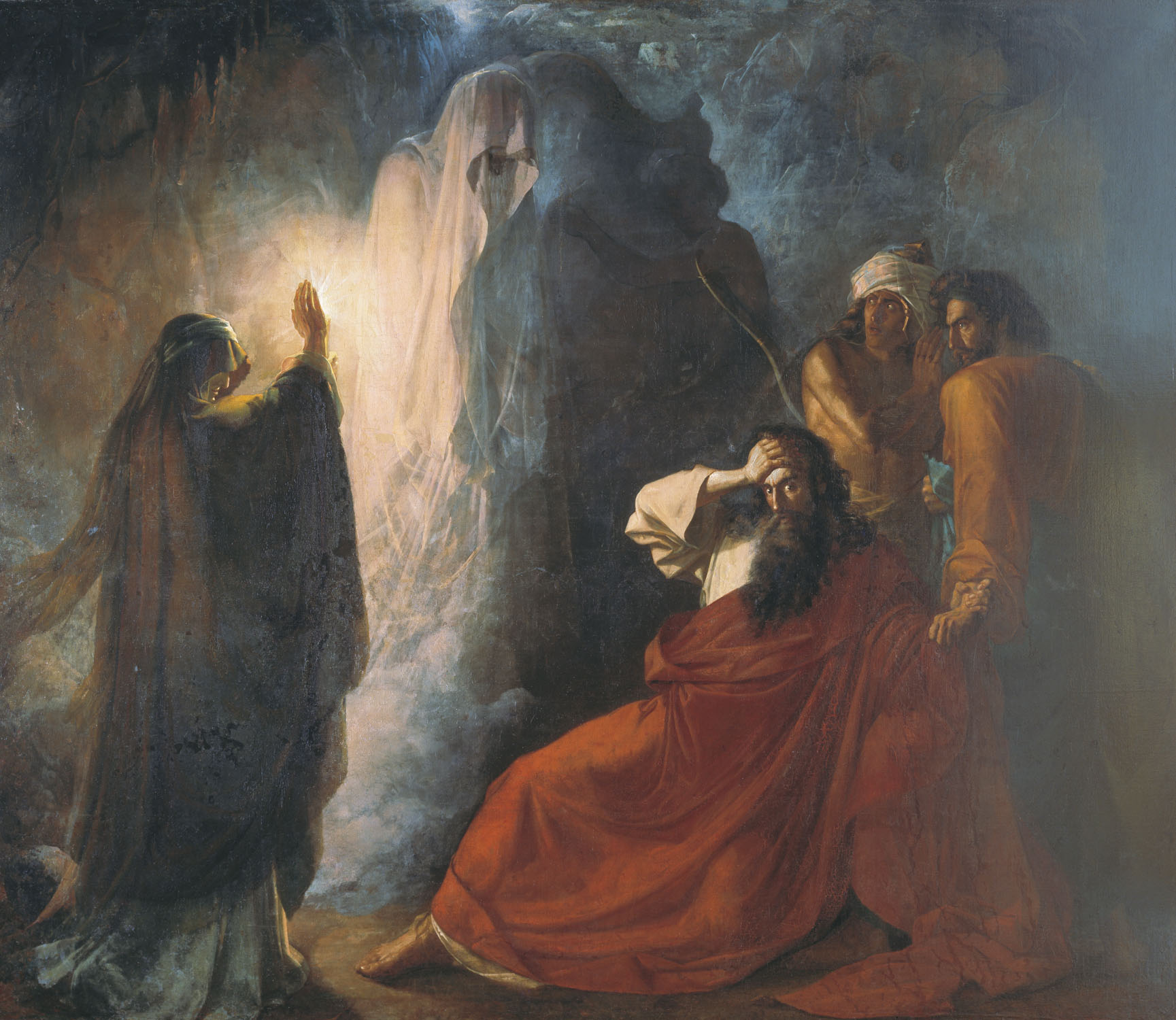
Аэндорская волшебница вызывает тень Самуила (1857)

После окончания Петербургской рисовальной школы для приходящих учился в Императорской Академии художеств (1843—1857) под руководством А. Т. Маркова. Неоднократно получал награды Академии художеств: малая серебряная медаль (1848) за «Группу девушек, написанных в миниатюре», большая серебряная медаль (1850) за картину «Деревенская девушка с корзинкой», малая золотая медаль (1851) за программу «Мучение св. Себастьяна», золотую «за экспрессию» и большую серебряную медали (1853) по программе «Эсфирь перед Артаксерксом». Работал помощником преподавателя в оригинальных классах Академии художеств (1854—1857).
Регулярно, начиная с 1852 года, выставлял свои картины на конкурс. Его программные полотна: «Ной благословляет своих сыновей Сима и Иафета и отвергает не благословленного им сына Хама» (1852), «Эсфирь пред Артаксерксом» (1853), «Бояре и народ в костромском Ипатьевском монастыре умоляют юного Михаила Федоровича принять царскую корону» (1854), «Иисус Христос в доме Марфы и Марии» (1855).
Получил большую и малую золотые медали, а также звание классного художника за исполнение программы «Аэндорская волшебница вызывает тень Самуила» (1857). Отправляется в Европу сроком на шесть лет, как пенсионер Академии художеств (1858).
После возвращения в Россию жил в Петербурге. Получил звание академика исторической и портретной живописи (1864).
Мартынов работал в различных жанрах изобразительного искусства. Писал картины на мифологические, библейские, исторические сюжеты, пейзажи, портреты; занимался религиозной и декоративной живописью, оформлением театральных постановок в различных городах России. Исполнил образа для церкви Санкт-Петербургского ремесленного училища цесаревича Николая (1874), росписи парусов и стен Спасо-Преображенской церкви в Петербурге (1875), картоны с изображениями святых для храма Христа Спасителя в Москве (1877), иконы для церквей в имениях А. Д. Громовой и В. И. Мятлева. По заказу цесаревича Николая Александровича выполнил занавес «Торжество искусства» для театральной сцены при Аничковом дворце. Создал композиции в плафоне театра в Кронштадте («Аполлон водворяет на земле искусство», «Смерть трагедии», «Возрождение новой комедии»), занавес для казанского театра с изображением героев русских былин. По заказу дирекции Императорских театров работал над эскизами декораций к опере А. С. Даргомыжского «Русалка», А. Г. Рубинштейна «Демон».
Имел награды: орден Святого Станислава 3-й степени (1883).
Умер 22 марта (3 апреля) 1889 года. Похоронен на Смоленском православном кладбище.
В 1890 году в Петербурге прошла посмертная выставка Д. Н. Мартынова.
Произведения художника находятся в ряде музейных собраний, в том числе в Государственной Третьяковской галерее, Научно-исследовательском музее Российской Академии художеств, Ульяновском художественном музее, Таганрогской картинной галерее и других.

## Галерея

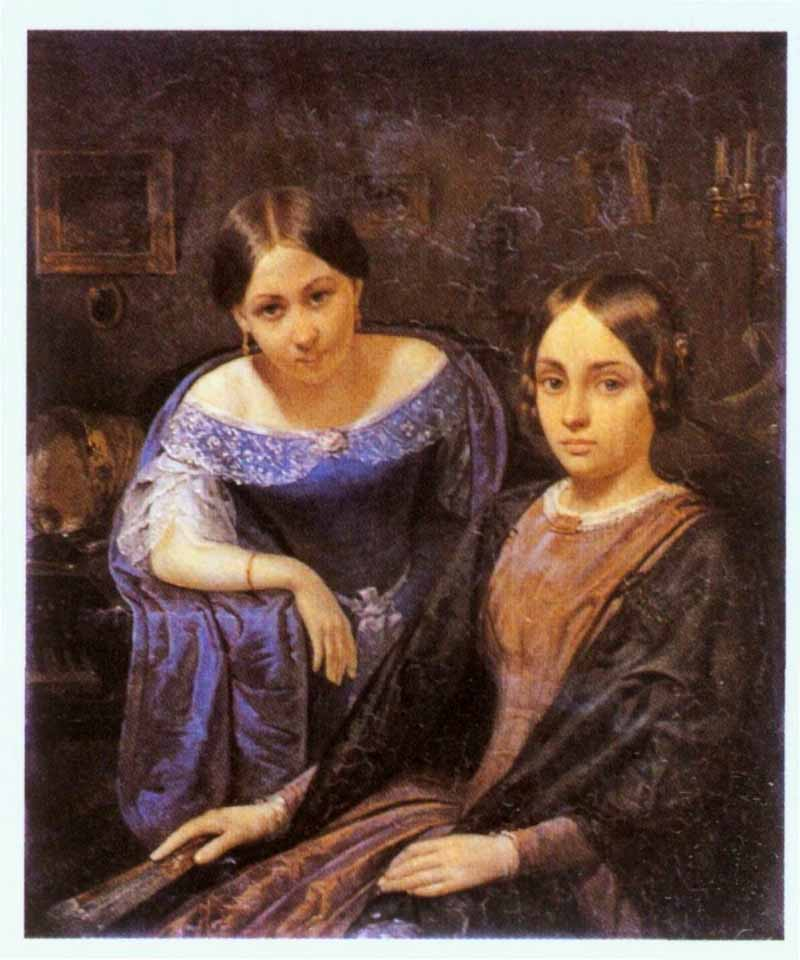
Портрет двух девушек (1848)
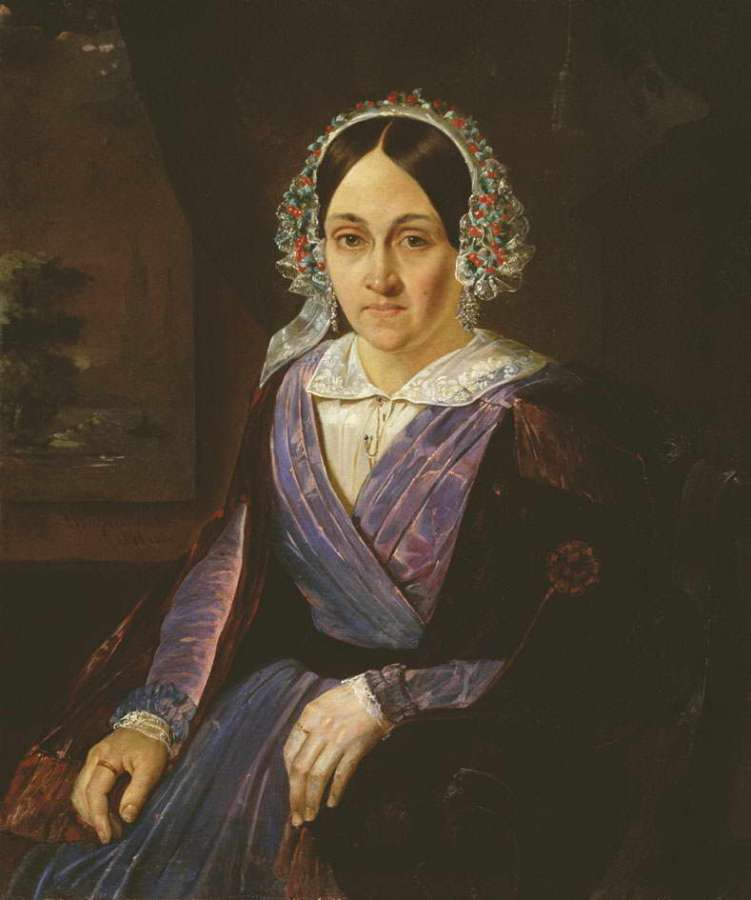
Женский портрет (1848)
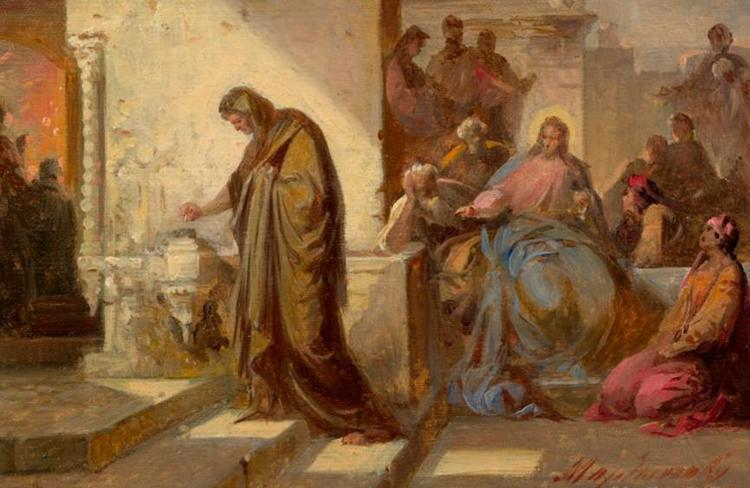
Библейская история (1879)
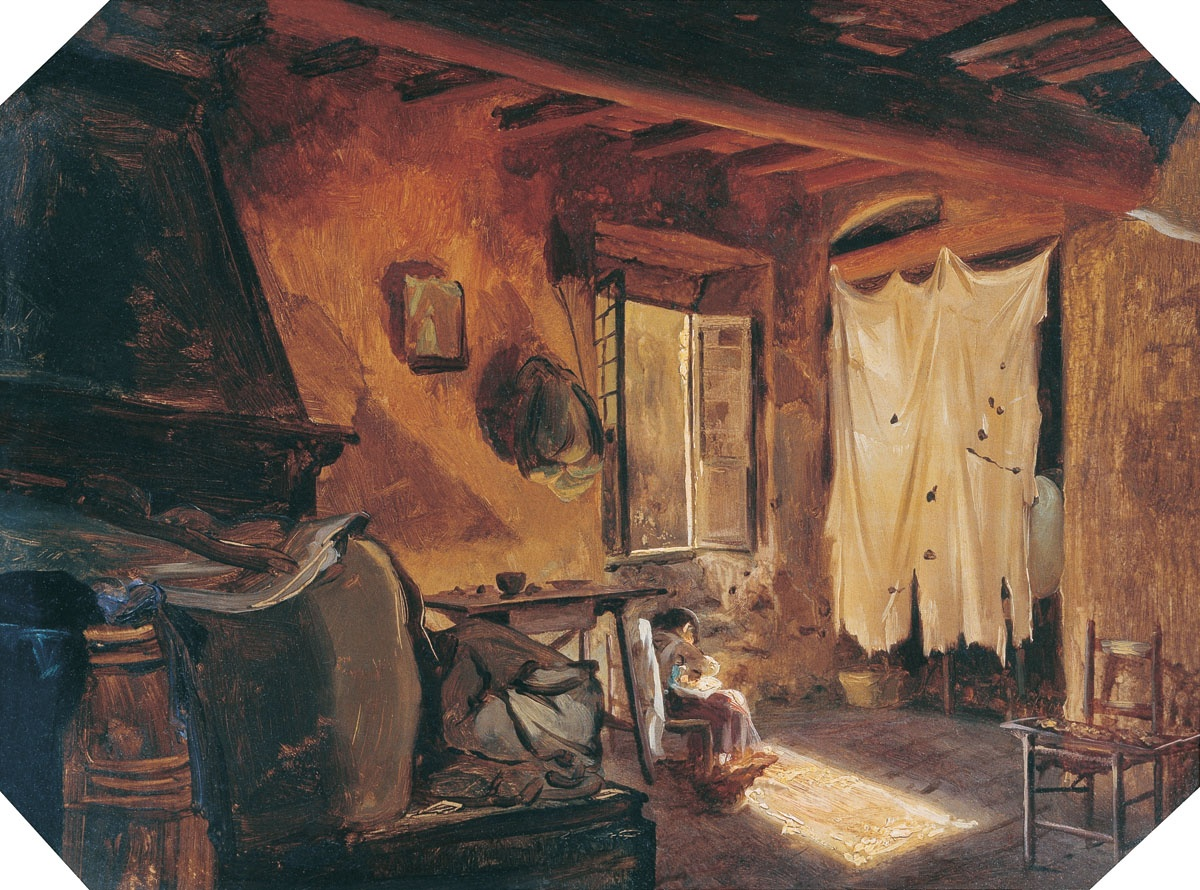
В итальянском доме